# Abel Murcia
Abel A. Murcia Soriano (Villanueva y Geltrú, 1961) es un poeta, traductor, especialista de español como lengua extranjera y fotógrafo español. Licenciado de grado en Filología Hispánica por la Universidad de Barcelona. 

## Trayectoria
En los 80, miembro del Col·lectiu Literari de Vilanova y del consejo editorial de la revista literaria Celobert. Profesor de español en las Universidades de Łódź y de Varsovia, en la Universidad Internacional Menéndez Pelayo de Santander y en el Instituto Cervantes de Varsovia. 
Director del Instituto Cervantes en Varsovia (2003-2008), en Cracovia (2008-2014), en Moscú (2014-2019) y desde septiembre de 2019 de nuevo en el Cervantes de Varsovia (2019-2024), desde donde se trasladaría a Rumanía para asumir la dirección del Instituto Cervantes de Bucarest (2024- ).
Autor de diccionarios bilingües, tanto de carácter general, como especializados(diccionario del deporte, diccionario temático, diccionarios fraseológicos). Codirector de una serie de lecturas de español como lengua extranjera de la editorial Edinumen, autor de una de ellas –La última novela– y coautor de las explotaciones didácticas y notas de más de veinte de esas lecturas. Autor de numerosos artículos sobre el español como lengua extranjera y sobre su enseñanza, y colaborador ocasional de diferentes periódicos y revistas del mundo hispánico donde han aparecido diversos artículos y traducciones de poesía polaca.

## Obra propia (poesía)
- Kilómetro 43 (Bartleby Editores, Madrid, 2008)[4]
- Em voz baixa / En voz baja (edición bilingüe portugués/español, Editorial Qual albatroz, Sintra, Portugal, 2009). Premio Melhor Design de Arte e Fotografía 2012 (Rafał Bartkowicz y Marian Nowiński) de los premios portugueses de Edição Ler/Booktailors[5]
- Haikus ventanalmente preposicionales (Editorial Eclipsados, Zaragoza, 2010)[6]
- Desguace personal / Osobista rozbiórka (edición bilingüe español/polaco, Czuły Barbarzyńca, Varsovia, 2012)[7][8]

- Desconcierto instrumental (Ediciones del 4 de agosto, Logroño, 2014).[9]
- TЯÍPTICO 4 / TRИПТИХ 4 , (edición bilingüe español/ruso, Editorial OGI, Moscú, 2016). Obra de Rubén Darío Flórez, Corina Michelena, Abel Murcia y María Dolores Sanabria.[10]
- Trashumante (Valparaíso Ediciones, Granada, 2019).[11]
- El oscuro camino de regreso / Ciemna droga powrotna (edición bilingüe español-polaco, Czuły Barbarzyńca, Varsovia, 2019).[12]
- De ires y venires. Antología cronológica (plaquette publicada por el autor con motivo de la participación en el festival Poesía en Paralelo 0 ‘ “ de Ecuador; edición numerada de 200 ejemplares, 2019).

Ha sido traducido al inglés, al italiano, al lituano, al polaco, al portugués, al rumano, al ruso y al sueco.

## Traducción literaria

### Del polaco al español
- El gran número. Fin y principio y otros poemas, de Wisława Szymborska (Ediciones Hiperión, Madrid, 1997). En colaboración con Xaverio Ballester, Gerardo Beltrán, Elżbieta Bortkiewicz, David Carrión Sánchez, Carlos Marrodán Casas y Katarzyna Mołoniewicz.[13]
- Matrimonio blanco y El ayunador se va, de Tadeusz Różewicz (Asociación de Directores de Escena de España, Madrid, 2001). Traducción de la introducción y asesoría lingüística y de la traducción. Traducción de Jarosław Bielski y Elżbieta Bortkiewicz.[14]

- Poesía no completa, de Wisława Szymborska (Fondo de Cultura Económica, México, 2002). En colaboración con Gerardo Beltrán.[15] [16][17]
- Instante (Igitur), de Wisława Szymborska (Ediciones Igitur, Montblanc, Tarragona, 2004). En colaboración con Gerardo Beltrán.[7][17]
- Siempre fragmentos, de Tadeusz Różewicz (Editorial BID & CO, Venezuela, 2007). En colaboración con Gerardo Beltrán.[18]
- Dos puntos, de Wisława Szymborska (Ediciones Igitur, Montblanc, Tarrgonza, 2007). En colaboración con Gerardo Beltrán.[19][20]
- Poesía completa, de Ryszard Kapuściński (Bartleby Editores, Madrid, 2008).[21]
- Aquí, de Wisława Szymborska (Bartleby Editores, Madrid, 2009). En colaboración con Gerardo Beltrán.[22]
- Lluvia de poemas sobre Varsovia, de VV.AA (Editorial Casagrande, Varsovia, 2009). En colaboración con Gerardo Beltrán.
- Amor feliz y otros poemas, de Wisława Szymborska (Editorial BID & CO, Venezuela, 2010). En colaboración con Gerardo Beltrán.[23]
- Museo de la infancia, de Leszek Engelking (Editorial Eclipsados, Zaragoza, 2010). En colaboración con Gerardo Beltrán y Xavier Farré.
- Salida de emergencia, de Ewa Lipska (Posdata Ediciones, Monterrey, 2012).[24]
- Poesía a contragolpe. Antología de poesía polaca contemporánea (autores nacidos entre 1960 y 1980), de VV.AA. (Prensas Universitarias de Zaragoza, Zaragoza, 2012). En colaboración con Gerardo Beltrán y Xavier Farré. Mención especial del Jurado a la mejor traducción en los Premios de Edición Universitaria 2013.[25][26]
- Y hasta aquí, de Wisława Szymborska (Posdata Ediciones, Monterrey, 2012). En colaboración con Gerardo Beltrán.[27]
- Leyendas de Cracovia, versión de Anna Majorczyk (Editorial Wydawnictwo Bona, Cracovia, 2012).[28]
- Leyendas judías de Cracovia, versión de Artur Kiela (Editorial Wydawnictwo Bona, Cracovia, 2012).[29]
- Leyendo a Szymborska, de Wisława Szymborska (audiolibro interpretado por Julia Gutiérrez Caba, Babel Studio, Varsovia, 2013). En colaboración con Gerardo Beltrán.
- Hasta aquí, de Wisława Szymborska (Bartleby Editores, Madrid, 2014). En colaboración con Gerardo Beltrán.[30][31][32]
- Saltaré sobre el fuego, de Wisława Szymborska (Nórdica Libros, Madrid, 2015). En colaboración con Gerardo Beltrán.[33][34]
- Sobre los huesos de los muertos, de Olga Tokarczuk (Editorial Océano, México, 2015).[35][36]
- Warszawa, de VV.AA (Editorial Media Vaca, Valencia, 2015).[37]
- Sobre los huesos de los muertos, de Olga Tokarczuk (Ediciones Siruela, Madrid, 2016).[38]
- Astronautas, de Stanisław Lem (Editorial Impedimenta, Madrid, 2016). En colaboración con Katarzyna Mołoniewicz.[39][40][41]
- Abejas, de Piotr Socha (Editorial Maeva, Madrid, 2016). En colaboración con Katarzyna Mołoniewicz.
- La voz del amo, de Stanisław Lem (Editorial Impedimenta, Madrid, 2017). En colaboración con Katarzyna Mołoniewicz.[42][43][44]
- Debajo de la tierra. Debajo del agua, de Aleksandra Mizielińska y Daniel Mizieliński (Editorial Maeva, Madrid, 2017). En colaboración con Katarzyna Mołoniewicz.[45]
- ¡A la montaña!, de Piotr Karski (Editorial Planeta, Madrid, 2017). En colaboración con Katarzyna Mołoniewicz.[46]
- Correo literario, de Wisława Szymborska (Nórdica Libros, Madrid, 2018). En colaboración con Katarzyna Mołoniewicz.[47][48][49][50][51]
- Árboles, de Piotr Socha (Editorial Maeva, Madrid, 2018). En colaboración con Katarzyna Mołoniewicz.
- ¡Al mar!, de El profePiotr Karski (Editorial Planeta, Madrid, 2018). En colaboración con Katarzyna Mołoniewicz.
- Man Zhou. China para curiosos, de Izabella Kaluta (Editorial Planeta, Madrid, 2018). En colaboración con Katarzyna Mołoniewicz.
- Gucho y César en la isla de las zanahorias, de Krystyna Boglar y Bohdan Butenko (Editorial Fulgencio Pimentel, Logroño, 2018).[52]
- Los osos que bailan. Historias reales de gente que añora vivir bajo la tiranía, de Witold Szabłowski (Editorial Capitán Swing, Madrid, 2019). En colaboración con Katarzyna Mołoniewicz.[53]
- Tú estás aquí, de Aleksandra Mizielińska y Daniel Mizieliński (Editorial Maeva, Madrid, 2019). En colaboración con Katarzyna Mołoniewicz.[54]
- Animalocracia, de Aleksandra Woldańska-Płocińska (Editorial Planeta, Madrid, 2019). En colaboración con Katarzyna Mołoniewicz.[55]
- Así es el gato, de Paulina Wierzba (Editorial Lata de Sal, Madrid, 2019). En colaboración con Katarzyna Mołoniewicz.
- Provocación, de Stanisław Lem (Editorial Impedimenta, Madrid, 2020). En colaboración con Katarzyna Mołoniewicz.[56][57]
- Canción negra, de Wisława Szymborska (Nórdica Libros, Madrid, 2020). En colaboración con Katarzyna Mołoniewicz.[58]
- El increíble universo, de Karolina Bąkowska (Ediciones SM, Madrid, 2020). En colaboración con Katarzyna Mołoniewicz.
- Esta oca es la reoca, de Marta Guśniowska (Thule Ediciones, Barcelona, 2020). En colaboración con Katarzyna Mołoniewicz.[59]
- He visto un pájaro carpintero, de Michał Skibiński (Editorial Fulgencio Pimentel, Logroño, 2020). En colaboración con Katarzyna Mołoniewicz.[60]
- Gucho y César donde crece la pimienta, de Krystyna Boglar y Bohdan Butenko (Editorial Fulgencio Pimentel, Logroño, 2020). En colaboración con Katarzyna Mołoniewicz. [61][62]
- El invencible, de Stanisław Lem (Editorial Impedimenta, Madrid, 2021). En colaboración con Katarzyna Mołoniewicz.[63][64][65]
- El profesor A. Dońda, de Stanisław Lem (Editorial Impedimenta, Madrid, 2021). En colaboración con Katarzyna Mołoniewicz.[66][67]
- Luz que fue sombra. Diecisiete poetas polacas (1963-1981), de VV.AA. (Editorial Vaso Roto, Madrid, 2021). En colaboración con Gerardo Beltrán.[68][69]
- Cómo alimentar a un dictador, de Witold Szabłowski (Editorial Oberon, Madrid, 2021). En colaboración con Katarzyna Mołoniewicz.[70][71][72]
- La increíble medicina, de Anna Bartosik y Asia Gwiz (Editorial SM, Madrid, 2022). En colaboración con Katarzyna Mołoniewicz.
- Piedra, escarcha, de Ryszard Krynicki (Editorial Vaso Roto, Madrid, 2022). En colaboración con Katarzyna Mołoniewicz.[73][74]
- Rusia desde la cocina, de Witold Szabłowski  (Editorial Oberon Libros, Barcelona, 2022). En colaboración con Katarzyna Mołoniewicz.[75][76]
- Mago, de Magdalena Parys (Ginger Ape Books & Films, Málaga, 2023). En colaboración con Katarzyna Mołoniewicz.[77][78]
- Escribe si vendrás. Correspondencia, de Wisława Szymborska y Kornel Filipowicz (Editorial Las afueras, Barcelona, 2023). En colaboración con Katarzyna Mołoniewicz y Teresa Benítez.[79][80]
- Poesía completa, de Wisława Szymborska (Visor Libros, Madrid, 2024). En colaboración con Katarzyna Mołoniewicz y Gerardo Beltrán.[81][82]
- Entre los muertos -Tiempo no perdido, 2-, de Stanisław Lem (Editorial Impedimenta, Madrid, 2024). En colaboración con Katarzyna Mołoniewicz.[83]
- Insaciable, de Małgorzata Lebda (Editorial Temporal, Barcelona, 2024). En colaboración con Katarzyna Mołoniewicz.[84]
- Cómo llegar a ser (o a no ser) Escritor. Respuestas al Correo Literario, de Wisława Szymborska (Ediciones Universidad Austral de Chile, Valdivia -Chile-, 2025). En colaboración con Katarzyna Mołoniewicz.[85]
- Tierra de empusas, de Olga Tokarczuk (Editorial Anagrama, Barcelona, 2025). En colaboración con Katarzyna Mołoniewicz.[86]

### Del ruso al español
- Faunástico, de Mijaíl Yasnov y Sacha Poliakova (Edelvives, Madrid, 2013). En colaboración con Gerardo Beltrán.

## Otras publicaciones

### Coautor de diccionarios bilingües
- Barcelona 92: informator olimpijski. Słownik sportowy polsko-hiszpańsko-kataloński [Diccionario del deporte polaco-español-catalán. Diccionari de l’esport polonès-castellà-català], Wiedza Powszechna, Varsovia, 1992, 130 págs.
- Szkolny leksykon idiomów hiszpańskich [Diccionario escolar de giros fraseológicos españoles], Agencja Wydawnicza Delta, Varsovia, 1995, 181 págs.
- Hiszpański, Rozmówki i Słowniczek [Español, guía de conversación y diccionario], Agencja Wydawnicza Delta, Varsovia, 1996, 193 págs.
- Słownik tematyczny [Diccionario temático polaco-español], Harald G Dictionaries, Varsovia, 1997, 424 págs.
- Mini słownik hiszpańsko-polski, polsko-hiszpańskiv [Mini diccionario español-polaco, polaco-español,], Harald G Dictionaries, 1997, 824 págs.
- Nowy słownik hiszpańsko-polski, polsko-hiszpański [Nuevo diccionario español-polaco, polaco-español], Harald G Dictionaries, 2002, 786 págs.
- Werner Beinhauer, 1500 idiomów hiszpańskich [1500 giros fraseológicos españoles], Langenscheidt, Varsovia, 2003, 464 págs. [1]

### Codirector de una colección de lecturas de español como lengua extranjera
- Codirector de la colección Lecturas graduadas de español de la editorial Edinumen. Autor de una de ellas –La última novela [Edinumen, 2004, 86 páginas][3] y coautor de las explotaciones didácticas y notas de más de veinte de esas lecturas.[2]

### Artículos sobre el español como lengua extranjera y sobre su enseñanza
- “El español en Polonia”, en Enciclopedia del español en el mundo. Anuario del Instituto Cervantes 2006-2007 (Círculo de Lectores/Instituto Cervantes/Plaza y Janés, Madrid, 2006, pp. 321-324). [87]
- “El español en Letonia”, en Enciclopedia del español en el mundo. Anuario del Instituto Cervantes 2006-2007 (Círculo de Lectores/Instituto Cervantes/Plaza y Janés, Madrid, 2006, pp. 325-326). [88]
- “El español en Lituania”, en Enciclopedia del español en el mundo. Anuario del Instituto Cervantes 2006-2007 (Círculo de Lectores/Instituto Cervantes/Plaza y Janés, Madrid 2006, pp. 327-328). [89]
- “El español en Ucrania”, en Enciclopedia del español en el mundo. Anuario del Instituto Cervantes 2006-2007 (Círculo de Lectores/Instituto Cervantes/Plaza y Janés, Madrid, 2006, pp. 333-334). [90]

### Artículos sobre poesía
- “Hristo Botev. Aproximació a l’estudi d’un poeta búlgar” en Celobert. Revista de literatura, nº 0, Col·lectiu Literari, Vilanova i la Geltrú, 1982, pp. 38-39.
- “Los poetas polacos no mueren” en ABC (15.08.2004). [91]

- “Poeta w cieniu reportera”, en Podróże z Ryszardem Kapuścińskim, część 2 opowieści czternastu tłumaczy, Wydawnictwo Znak, Cracovia, 2009, pp. 89-105.
- “Despedida de todos los paisajes”, en ABC, Madrid (02.02.2012) [92]
- "La huella en español de una premio Nobel", Revista Cultural Turia, número 124, 2017. En colaboración con Gerardo Beltrán.[93]

### Artículos sobre traducción
- "Algunas consideraciones sobre la traducción literaria de las lenguas eslavas en España", Revista Cultural Turia, número 144, 2022. [94]

### Antologías
- La piel extensa, de Pablo Neruda (Edelvives, 2013). En colaboración con Gerardo Beltrán. [95]

### Guías de viaje
- Barcelona (Wiedza Powszechna, Polonia, 1992). En colaboración con Paweł Stawowczyk.

## Fotógrafo
Como fotógrafo ha expuesto en diferentes exposiciones tanto individuales como colectivas (30.03.2009 – 14.04.2009 Galeria Lamelli, Śródmiejski Ośrodek Kultury, Cracovia).

## Organizaciones
- Miembro de Acett (Sección Autónoma de Traductores de la Asociación Colegial de Escritores de España.
- Miembro honorífico de la Asociación de Escritores Polacos.
- Miembro del jurado del Premio de Poesía Wisława Szymborska desde 2013 hasta 2018.
- Miembro del jurado del Premio Ryszard Kapuściński de Reportaje Literario 2020, 2021, 2023.
- Miembro del Consejo de Programación del Festival Miłosz.

## Premios / distinciones

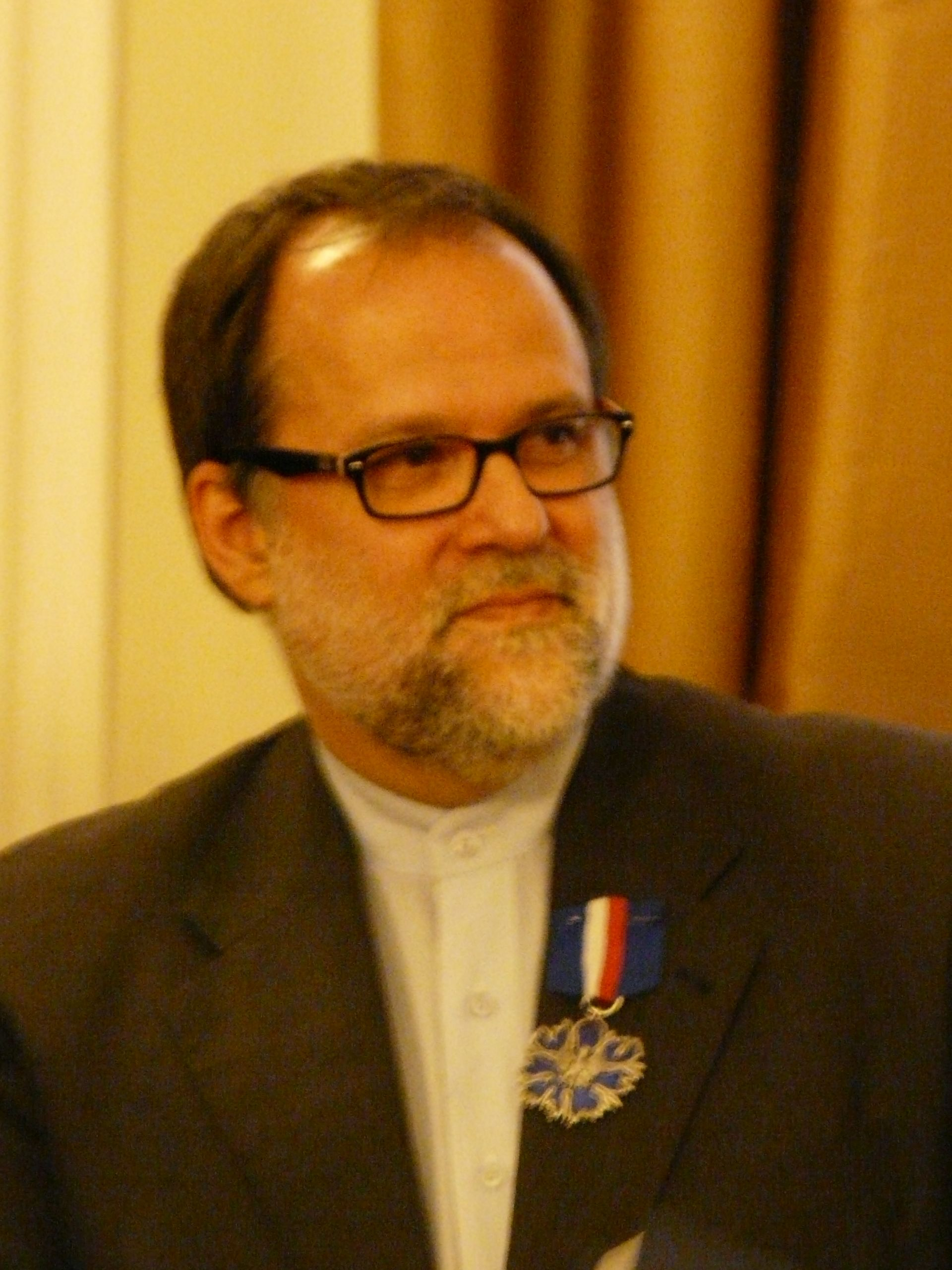
Abel Murcia con la Medalla de Plata al Mérito Cultural del Ministerio de Cultura de Polonia

- Insignia XV Aniversario de la Fundación Judaica de Cracovia.
- Medalla de Plata al Mérito Cultural “Gloria Artis” concedida por el Ministerio de Cultura polaco.[96]
- Cruz de Oficial de la Orden del Mérito Civil (España).
- Testimonio de Reconocimiento concedido en 2019 por el Grupo de Embajadores de América Latina y el Caribe (GRULAC) ante la Federación de Rusia.
- Premio "Transatlantyk"[97] otorgado por el Instituto del Libro Polaco en 2024.[98]

## Enlaces
- Blog de Abel Murcia
- Página oficial
- Leer a Desguace personal
- Escuchar la lectura del Kilómetro 43 por el autor
- Entrevista con Abel Murcia, Centro Virtual Cervantes
- Entrevista de 2009 sobre la importancia y la expansión de la lengua castellana en el extranjero.